# 赤岗镇
赤岗镇是中华人民共和国广东省揭阳市普宁市下辖的一个乡镇级行政单位，位于普宁市北部。辖区总面积24平方公里，2008年人口约55873人，下辖1个社区15个村。

## 行政区划
赤岗镇下辖以下地区：
赤岗社区、五福屿村、西林村、彰宁村、埔下村、杏芝围村、张厝寨村、双枝山村、陈厝寨村、赤岗山村、东华屿村、赤过鸟村、青屿村、仙洞村、上洞村和后湖村。